# فانكي
فانكي (بالفرنسية: Vancé) هي بلدية تقع في فرنسا في Canton of Saint-Calais.[بحاجة لمصدر] يقدر عدد سكانها بـ 350 نسمة ومساحتها 12 كم2 .